# Gagea circumplexa
Gagea circumplexa är en liljeväxtart som beskrevs av Aleksei Ivanovich Vvedensky. Gagea circumplexa ingår i Vårlökssläktet och i familjen liljeväxter. Inga underarter finns listade.